# Leonie Ebert
Leonie Ebert (Würzburg, 4 ottobre 1999) è una schermitrice tedesca, specializzata nel fioretto.

## Carriera
Nel 2022 ha vinto la medaglia d'oro nel fioretto individuale agli Europei di Adalia.

## Palmarès
- Europei

Tbilisi 2017: bronzo nel fioretto a squadre.
Adalia 2022: oro nel fioretto individuale; bronzo nel fioretto a squadre.
- Giochi europei

Cracovia 2023: bronzo nel fioretto a squadre.